# Luciana Paluzzi
Luciana Paluzzi, född 10 juni 1937 i Rom, är en italiensk skådespelare. Hon har medverkat i över 80 film- och TV-produktioner åren 1953-1978. Hennes mest berömda roll är som SPECTRE-agenten Fiona Volpe i James Bond-filmen Åskbollen 1965.